# Hypocrea nigricans
Hypocrea nigricans är en svampart som först beskrevs av Sanshi Imai, och fick sitt nu gällande namn av Yoshim. Doi 1972. Hypocrea nigricans ingår i släktet svampdynor och familjen Hypocreaceae.   Inga underarter finns listade i Catalogue of Life.